# Béarn (Weinbaugebiet)

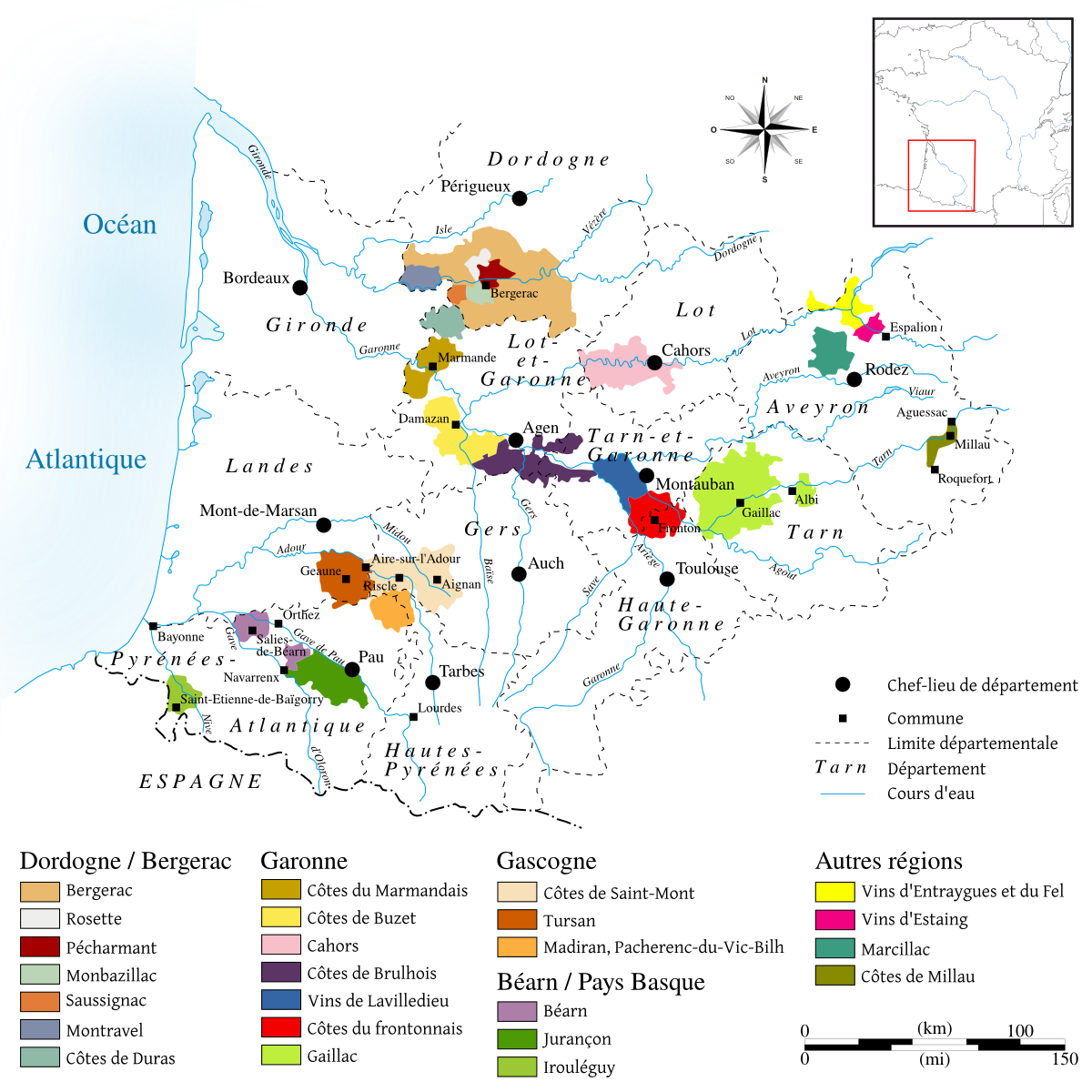
Die Weinanbauregion Sud-Ouest

Das Weinbaugebiet Béarn liegt in der Weinbauregion Sud-Ouest in Frankreich. Namensgebend war die historische Region Béarn. Die Weinberge umfassen ca. 220 Hektar Rebfläche, die sich auf 84 Gemeinden verteilen. Die Herkunftsbezeichnung verfügt seit dem 17. Oktober 1975 für Rotwein, Roséwein und Weißwein über den Status einer Appellation d’Origine Contrôlée (kurz AOC). Im Jahr 1997 wurde ein Dekret verabschiedet, in dem das Anbaugebiet auf 39 Gemeinden beschränkt wurde. Es gilt eine Übergangszeit bis zum Jahrgang 2022.
Das Anbaugebiet Béarn ist dreigeteilt. Im nördlichen Bereich ist es fast deckungsgleich mit den Appellationen Madiran und Pacherenc du Vic-Bilh. Südlich der Stadt Pau überschneidet sich das Anbaugebiet mit der Herkunftsbezeichnung Jurançon. Der unter dem Namen Béarn-Bellocq bekannte Bereich liegt bei Salies-de-Béarn näher zum Atlantik.
Die Weinberge liegen auf einer mittleren Höhe von ca. 300 m in sanften Hanglagen der Ausläufer der Pyrenäen.

## Rebsorten
Generell sind die Erträge auf 50 Hektoliter/Hektar beschränkt.
Die Rotweine und Roséweine bestehen aus den Rebsorten Tannat, Cabernet Franc (der lokal Bouchy genannt wird), Cabernet Sauvignon, Fer Servadou (lokal Pinenc genannt), Manseng Noir und Courbu Noir. Der Anteil der Leitsorte Tannat ist auf maximal 60 Prozent begrenzt. Der natürliche Alkoholgehalt muss mindestens 10,5 Volumenprozent betragen und das Mostgewicht bei mindestens 189 g/l liegen.
Beim Weißwein sind die Rebsorten Petit Manseng, Gros Manseng, Courbu, Lauzet, Camaralet de Lasseube, Raffiat de Moncade und Sauvignon Blanc. Der natürliche Alkoholgehalt muss auch hier mindestens 10,5 Volumenprozent betragen und das Mostgewicht bei mindestens 178 g/l liegen.
Die Pflanzdichte liegt bei mindestens 2000 Rebstöcken/Hektar, einem sehr niedrigen Wert, der einem Qualitätsanbau nicht zuträglich ist.

## Klima
Das Anbaugebiet ist ca. 100 km vom Atlantischen Ozean und maximal 50 km von den Pyrenäen entfernt. Das Klima wird daher maßgeblich von den aus Westen oder Nordwesten kommenden atlantischen Tiefdruckgebieten beeinflusst. Die jährliche Niederschlagsmenge liegt je nach Teilregion bei 1000–1120 mm, die jährliche Sonnenscheindauer bei für die südliche Lage mäßigen 1900 Stunden.
Die Durchschnittstemperatur liegt trotz der mäßig hohen Sonnenscheindauer bei milden 12,5–13 Grad Celsius. Erklärt wird dies durch den Treibhauseffekt einer häufig an den Pyrenäen aufgestauten Wolkendecke. Außerdem profitiert das Gebiet von warmen Fallwinden. Mikroklimatisch begünstigt sind dabei Hanglagen, da sich im Talgrund Kaltluft staut.

## Zugelassene Gemeinden

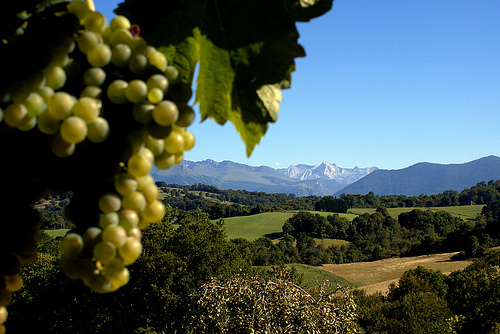
Das Weinbaugebiet bei Lasseubat

Im Département Pyrénées-Atlantiques sind Rebflächen in den Gemeinden Abos, Arbus, Arricau-Bordes, Arrosès, Artiguelouve, Aubertin, Aubous, Aurions-Idernes, Aydie, Baigts-de-Béarn, Bellocq, Bérenx, Bétracq, Bosdarros, Burosse-Mendousse, Cadillon, Cardesse, Carresse-Cassaber, Castagnède, Castetpugon, Castillon, Conchez-de-Béarn, Corbère-Abères, Crouseilles, Cuqueron, Diusse, Escurès, Estialescq, Gan, Gayon, Gelos, Haut-de-Bosdarros, L’Hôpital-d’Orion, Jurançon, Lacommande, Lagor, Lahontan, Lahourcade, Laroin, Lasserre, Lasseube, Lasseubetat, Lembeye, Lespielle, Lucq-de-Béarn, Mascaraàs-Haron, Mazères-Lezons, Moncaup, Moncla, Monein, Monpezat, Mont-Disse, Mourenx, Narcastet, Ogenne-Camptort, Oraàs, Orthez, Parbayse, Portet, Puyoô, Ramous, Rontignon, Saint-Faust, Saint-Jean-Poudge, Sainte-Suzanne (mittlerweile zu Orthez gehörend), Salies-de-Béarn, Salles-Mongiscard, Sauvelade, Séméacq-Blachon, Tadousse-Ussau, Tadon-Sadirac-Viellenave, Uzos, Vialer und Vielleségure zugelassen.
Im Département Hautes-Pyrénées liegen die Gemeinden Castelnau-Rivière-Basse, Hagedet, Lascazères, Madiran, Saint-Lanne und Soublecause in der definierten Region. Im Département Gers gilt dies für die Gemeinden Cannet, Maumusson-Laguian und Viella.